# Накот
Нако́т —  село в Україні, у Коропській селищній громаді Новгород-Сіверського району Чернігівської області. Населення становить 91 осіб. До 2016 орган місцевого самоврядування — Коропська селищна рада.

## Назва
Слово накот походить від дієслова накотом - котячи, пересовуючи. Також накот -  це тип специфічного поліського перекриття дахів колодами.

## Символіка
На гербі зображений поліський дах в якому використані колоди і який має назву накот (герб є промовистим). Внизу зображені лопата і дві шестерні на чорному тлі, що символізує механічний (промисловий) видобуток торфу в минулому. Вгорі зображені сонце і місяць які котяться по небу змінюючи один одного що також йде відсилкою до назви (як і шестерні). Синій колір - озера і річка, а зелений - великий лісовий масив біля села.

## Археологія
Поселення XIV – XV століть Накот 1 – за 700 метрів на захід від південно-західної околиці села.

## Історія
На торфу - так рождественці називають віддалений куточок Накоту, де колись працювало торфопідприємство «Вольниця». Тоді навколо підприємства виросло робітниче поселення. Невеличке - всього сім дворів, але в деяких хатах проживало по дві сім'ї.
12 червня 2020 року, відповідно до розпорядження Кабінету Міністрів України № 730-р «Про визначення адміністративних центрів та затвердження територій територіальних громад Чернігівської області», увійшло до складу Коропської селищної громади.
19 липня 2020 року, в результаті адміністративно-територіальної реформи та ліквідації Коропського району, увійшло до складу Новгород-Сіверського району Чернігівської області.

## Економіка
Біля села раніше видобували торф і на цьому базувалася місцева економіка